# Eubuleu
Eubuleu (Eubuleus) fou un escultor grec el nom del qual apareix en un bust d'Hermes. La inscripció diu: ΕΥΒΟΥΛΕΥΕ ΠΠΑΞΙΤΕΛΟΥΕ i seria fill de Praxíteles que seria el gran escultor d'aquest nom. El bust es conserva actualment.